# 제1대 러셀 백작 존 러셀

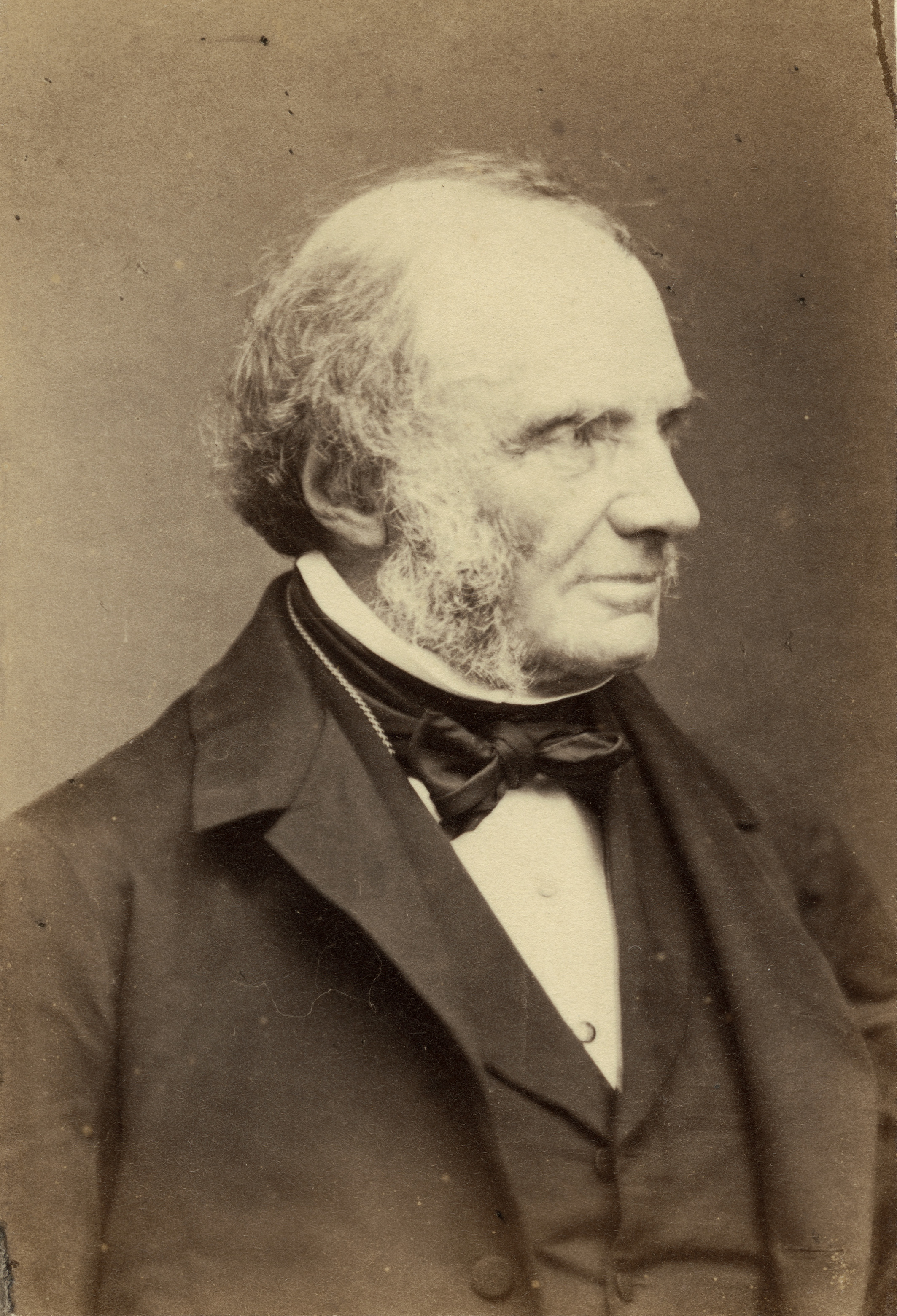
존 러셀

제1대 러셀 백작 존 러셀(John Russell, 1st Earl Russell, KG, GCMG, 1792년 8월 18일~1878년 5월 28일) 경은 영국의 정치인이다. 1846–1852년과 1865–1866년 두 차례에 걸쳐 총리를 지냈으며 자유당 소속의 정치인으로서 반가톨릭 법안을 폐지하고 선거법 개정을 주도하는 등 자유주의 개혁에 참여했다. 철학자 버트런드 러셀은 그의 손자이다.

## 서훈
- 세인트마이클앤드세인트조지 훈장 1등급(GCMG, 작위급 훈장) 수훈
- 가터 훈장(The Order of Garter, KG) 수훈
- 1861년 러셀 백작위(1st Earl Russell) 서임